# Тіні (Цілком таємно)

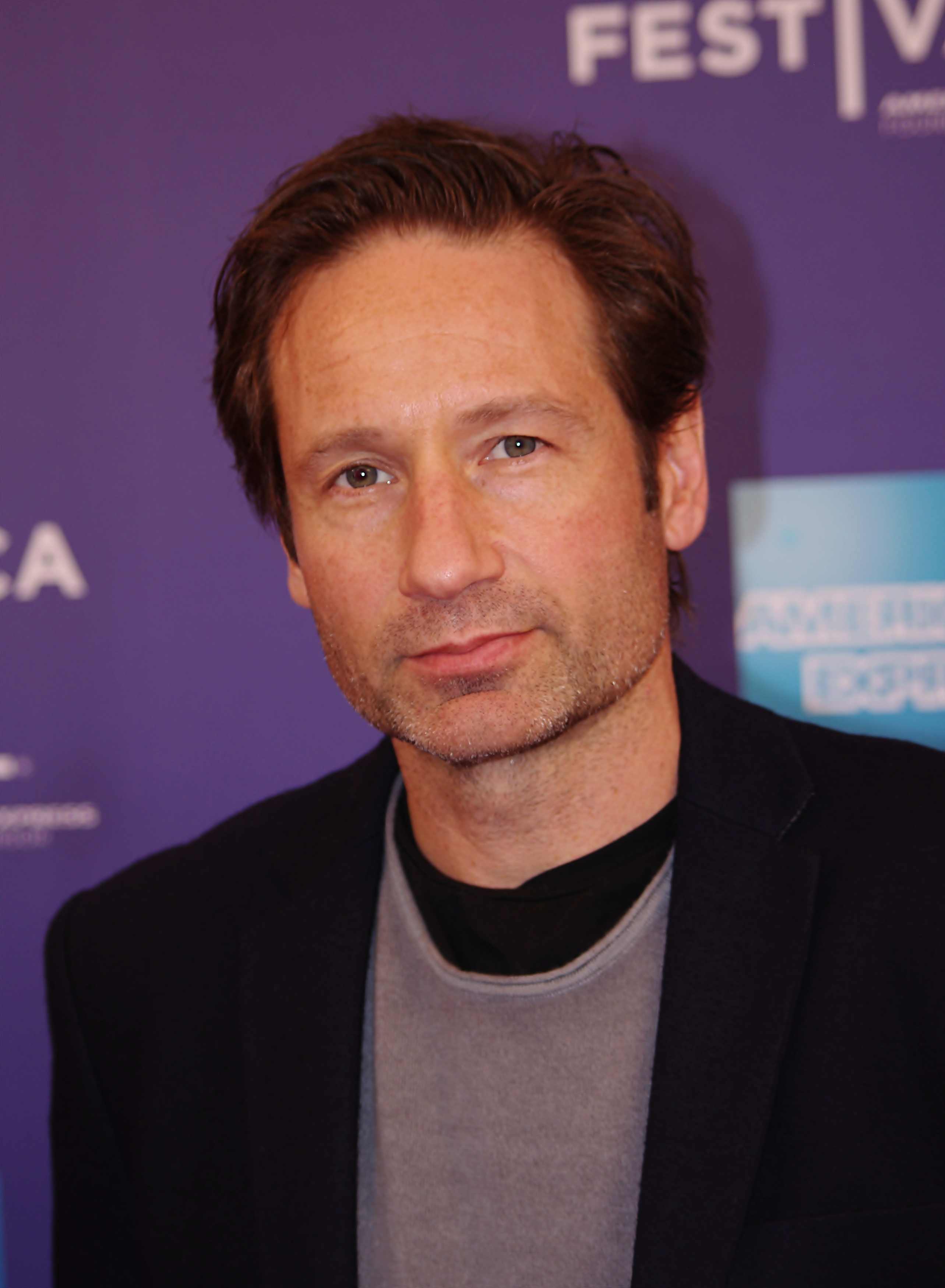

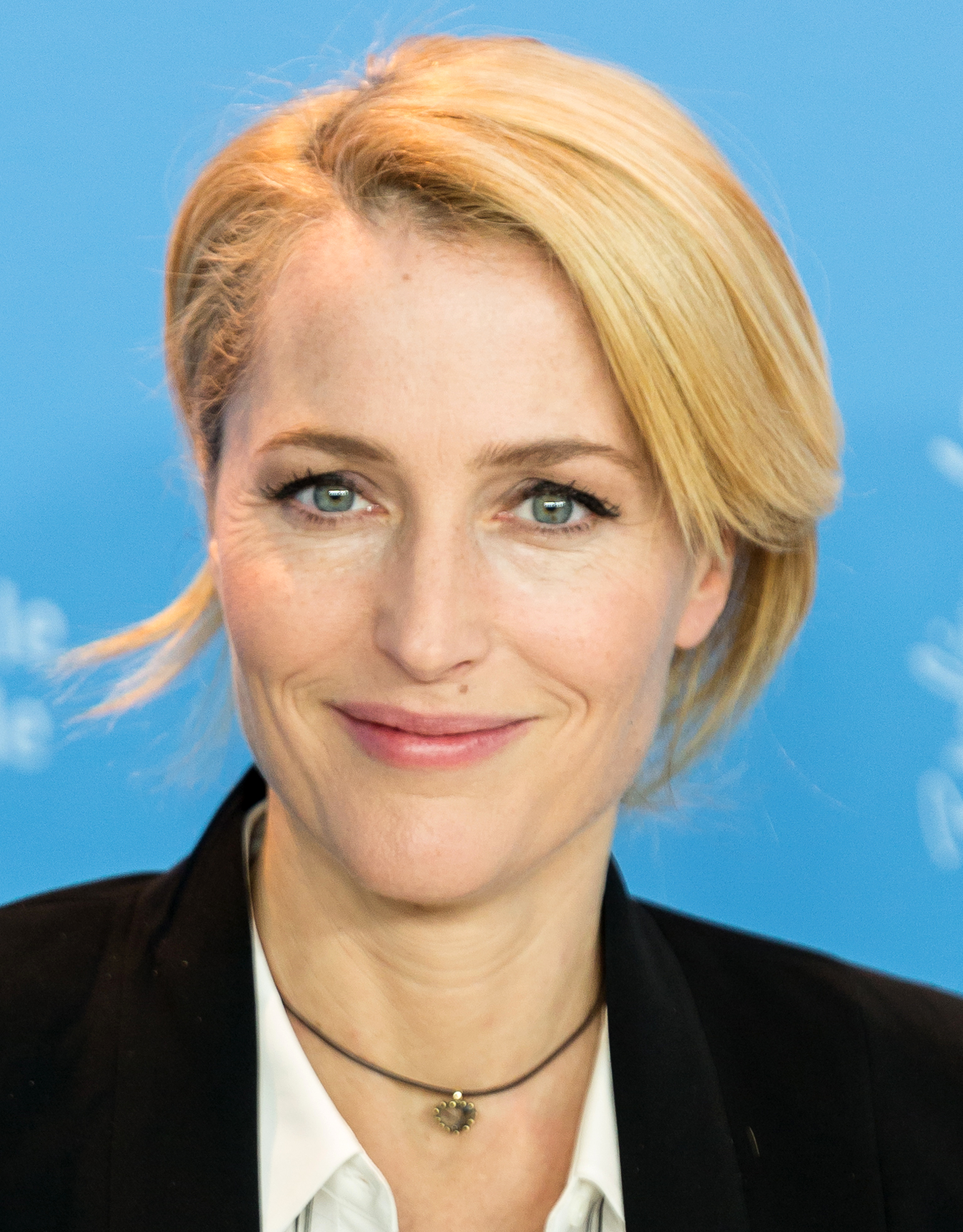

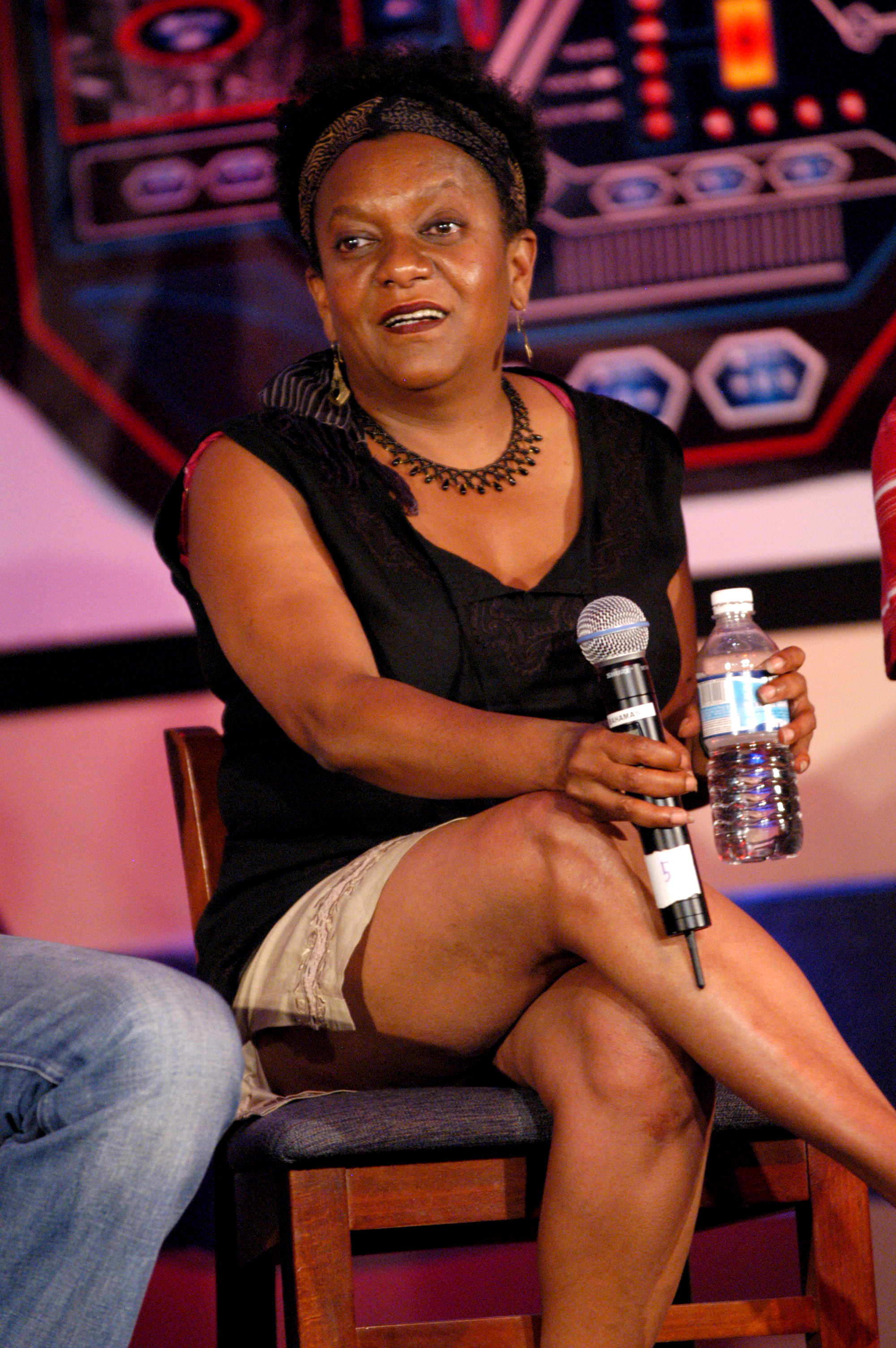

Тіні — шоста частина першого сезону серіалу «Цілком таємно» («Секретні матеріали»).

## Короткий зміст
Співробітниця компанії «HTG Industrial Technologies» Лорен Кейт увечері знімає гроші в банкоматі, коли на неї нападають двоє незнайомців та відтягують у підворіття. Через кілька годин молоді люди, намагаючись видертися на будівлю пожежною драбиною, наштовхуються на трупи нападників та втікають.
Співробітники неуточненого державного агентства залучають агентів до огляду тіл нападників. У трупів зламані шийні хребці — за відсутності слідів зовнішнього впливу на шкірі. При цьому температура тіла трупів через 6 годин по смерті не опустилася нижче 36 по Цельсію. Оскільки держслужбовці, котрі викликали Малдера й Скаллі відмовчуються, Фокс їм повідомляє, що раніше не зіштовхувався з подібними випадками в «Секретних матеріалах», при цьому встигає зняти відбитки пальців у трупів, лишивши їх на скельцях своїх окулярів. Повертаючись, Малдер у розмові зі Скаллі не відкидає можливості використання кимось у цьому випадку психокінетичної сили.
За відбитками агенти визначають приналежність убитих до ісламської терористичної організації «Ісфахан». При перегляді запису відеокамери банкомата, котрий знаходиться недалеко від місця смерті обох, Малдер виявляє момент нападу терористів на Лорен Кейт. При розмові вдома у Лорен агенти з'ясовують, що на неї було вчинено напад, однак вона не заявила в поліцію, оскільки ушкоджень не зазнала. Малдер підозрює Лорен у приховуванні інформації, та залишає свою візитну картку. Розмістившись у автомобілі, агенти стають його полоненими — автівка зачиняється та розвиває велику швидкість, здійснивши аварію з другим автомобілем. При огляді у майстерні виявляється, що безконтрольний рух автомобіля викликаний потужним електричним розрядом.
Під час стеження за будинком Лорен агент Малдер виявляє при аналізі однієї з фотографій можливість присутності у будівлі Говарда Грейвза — колишнього керівника Кейт, котрий нібито кількома тижнями раніше заподіяв собі смерть, перерізавши вени. Провівши розслідування, агенти з'ясовують, що Грейвз дійсно помер, а його внутрішні органи пішли на донорство. Уночі Лорен прокидається від шуму та у ванній бачить, як з повітря до води ллється кров, а голос Говарда просить не вбивати його. Лорен приходить до розуміння, що вбивство скоїв діловий партнер Говарда і теперішній директор компанії Дорланд — через вимоги Грейвза припинити незаконний продаж «Ісфахану» технологій зброї.
Збираючи свої речі на роботі та намагаючись покинути фірму, Лорен конфліктує із Дорландом та повідомляє, що знає про убивство Грейвза. Вже виходячи з приміщення, вона телефонує Малдеру та пропонує йому приїхати до місця її проживання. Однак першими приїжджають наймані убивці Дорланда, проте до приїзду агентів привид їх вбиває. Лорен допитують співробітники державного агентства та агенти Малдер й Скаллі, Кейт зголошується допомогти у пошуках документів про нелегальну співпрацю з «Ісфаханом».
Обидва агентства влаштовують спільний обшук в офісі, однак не знаходять документів, котрі б вказували на співпрацю з терористичною організацією. Однак Лорен відмовляється полишити це так, у часі сутички привид допомагає знайти заховану в стіні дискету з імовірною компрометуючою інформацією.
Лорен виїздить до іншого штату, однак помічає можливість того, що привид боса переїхав також.

## Знімались
| Актор             | Роль         |
| ----------------- | ------------ |
| Девід Духовни     | Фокс Малдер  |
| Джилліан Андерсон | Дейна Скаллі |
| Баррі Праймус     | Дорланд      |
| Ліза Вальц        | Лорен Кейт   |
| Лорена Гейл       | Елен Бедшоу  |

## Принагідно
- The X-Files: «Conduit» / «The Jersey Devil» / «Shadows»
- Shadows